# Freddy Paul Grunert

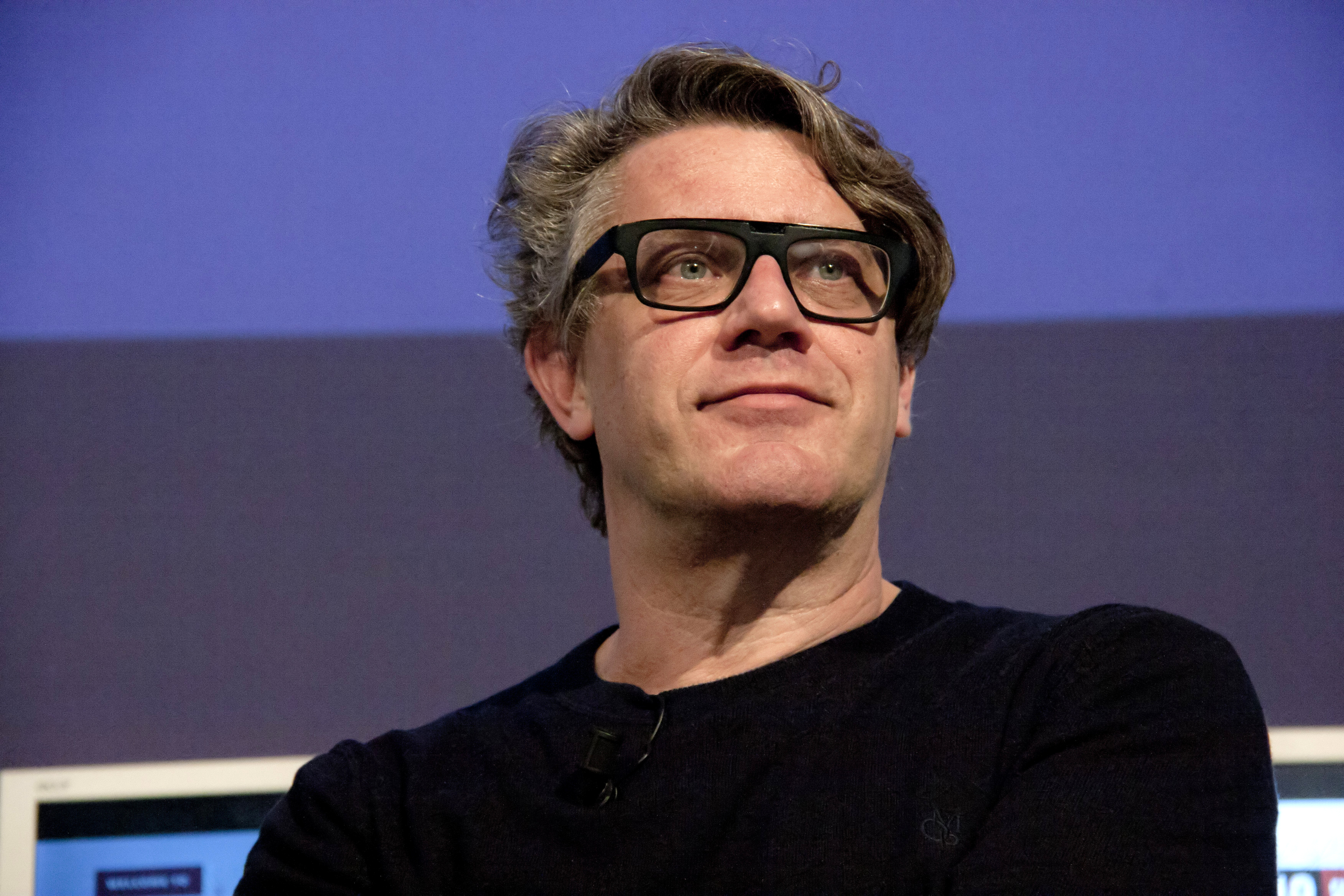
Freddy Paul Grunert

Freddy Paul Grunert (* 7. Dezember 1959 in Ludwigsstadt) ist ein deutscher Künstler und Kurator.

## Werdegang
Freddy Paul Grunert studierte Philosophie und Anthropologie an der Universität Stuttgart sowie der Päpstlichen Universität Gregoriana in Rom.  Seit Mitte der 1980er Jahre werden seine Werke in Einzel- und Gruppenausstellungen gezeigt. Internationale Bekanntheit erlangte er durch seinen Beitrag Xenografia auf der XLV. Kunstbiennale in Venedig, eine multimediale Installation mit 70 Monitoren auf einem Nomadenwagen.

## Ausstellungen
- 1994: Biennale de São Paulo
- 1995: Ludwig Forum, Aachen
- 2003: art Cologne
- 2003: Biennale di Venezia
- 2003: ZKM, Karlsruhe
- 2013: MAXXI, Rom

## Kuratorische Arbeit
- 2011: The Lack of the other – Francesco Lo Savio – Tano Festa, Museum für neue Kunst, Karlsruhe, mit Peter Weibel
- 2011: ClimateWalk Berlin, Akademie der Künste, Berlin
- 2012: ClimateWalk Karlsruhe, ZKM||Zentrum für Kunst und Medientechnologie